# مدينة ريجيو كالابريا الحضرية
مدينة ريجيو كالابريا الحضرية (بالإيطالية: Città Metropolitana di Reggio Calabria) هي مدينة حضرية في منطقة كالابريا بجنوب إيطاليا. عاصمتها ريجيو كالابريا. حلت محل مقاطعة ريجيو كالابريا في عام 2017.
تهيمن كتلة أسبرومونتي على الجزء الغربي، وبساحلها الطويل، تعد المدينة الحضرية مقصدًا سياحيًا شهيرًا خلال فصل الصيف.

## تاريخ
أنشئت مدينة ريجيو كالابريا من خلال قانون إصلاح السلطات المحلية (القانون 142/1990)، ثم أنشئت بموجب القانون 56/2014.

## حكومة
يرأس مدينة ريجيو كالابريا رئيس بلدية العاصمة (سنداكو ميتروبوليتانو) ومجلس متروبوليتان (كونسيجلو ميتروبوليتانو).

### قائمة رؤساء بلديات ريجيو كالابريا
|   | عمدة متروبوليتان | بداية المدة   | نهاية المدة | الحزب            |
| - | ---------------- | ------------- | ----------- | ---------------- |
| 1 | جوزيبي فالكوماتا | 2 فبراير 2017 | الحاضر      | الحزب الديمقراطي |

## روابط خارجية
- الموقع الرسمي لمقاطعة ريجيو كالابريا (بالإيطالية)
- الموقع الرسمي لـمدينة ريجيو كالابريا(بالإيطالية)
- معلومات عن جنوب إيطاليا، القنصلية العامة للولايات المتحدة. (يتضمن روابط لمواقع الويب الرسمية ذات الصلة، الإيطالية والأمريكية، بما في ذلك حكومات المنطقة والكليات والجامعات والمواقع الثقافية والسفر والسياحية ذات الصلة بالمنطقة. )